# Сяншуй
Сяншу́й (кит. упр. 响水, пиньинь Xiǎngshuǐ) — уезд городского округа Яньчэн провинции Цзянсу (КНР). Название происходит от названия посёлка Сяншуй.

## История
В 1966 году северная часть уезда Биньхай была выделена в отдельный уезд Сяншуй. Уезд вошёл в состав Специального района Яньчэн (盐城专区).
В 1970 году Специальный район Яньчэн был переименован в Округ Яньчэн (盐城地区).
В 1983 году Округ Яньчэн был преобразован в городской округ Яньчэн.

## Административное деление
Уезд делится на 8 посёлков.